# 毛里西奧何塞特羅切上尉鎮
毛里西奧何塞特羅切上尉鎮（西班牙語：Capitán Mauricio José Troche），是巴拉圭的城鎮，位於該國東南部，由瓜伊拉省負責管轄，始建於1919年，面積63平方公里，2008年人口9,539，人口密度每平方公里151.41人。该城镇得名于曾参加巴拉圭独立战争的毛里西奧·何塞特·羅切。